# Daniele Casella
Daniele Casella (Carona, 1557 – Genova, 23 marzo 1646) è stato uno scultore e architetto svizzero-italiano.
È considerato uno dei più importanti scultori della città di Genova nel XVI e XVII secolo.